# Church of the Great God
Church of the Great God (CGG) är en apokalyptisk kyrka, bildad den 11 januari 1992 av pastor John Ritenbaugh och andra avhoppare från Worldwide Church of God (nuvarande Grace Communion International) som oroades över den teologiska nyorientering som denna kyrka genomgått efter grundaren Herbert W. Armstrongs död.
CGG har sitt högkvarter i Charlotte, North Carolina, USA varifrån man direktsänder sina gudstjänster varje lördag.
Man ger ut tidskriften Forerunner: Preparing Christians for the Kingdom of God som utkommer varannan månad och har prenumeranter i 35 länder.
Kyrkan har ett dussintal församlingar runt om i USA och mindre grupper av anhängare i Kanada, Trinidad, Australien, Storbritannien, Frankrike, Tyskland, Filippinerna, Sydafrika och Zambia. 

## Källa
History of the Church of the Great God